# 로베르트 레마크
로베르트 레마크(폴란드어: Robert Remak, 1815년 7월 26일 – 1865년 8월 29일)는 폴란드의 발생학자, 생리학자, 신경학자로, 모든 세포는 먼저 존재하는 세포가 분열함으로써 생겨난다는 세포설을 발견한 것이 대표적인 업적이다.

## 생애
레마크는 1815년 프로이센 왕국 포젠, 오늘날의 포즈난에서 태어났다. 당시 포즈난과 폴란드 서부의 상당부분이 프로이센 통치하에 있었지만, 레마크는 폴란드 유대인으로서의 정체성이 뚜렷했다. 그는 논문도 폴란드어로 쓰고 폴란드인을 '동포'라고 지칭했으며, 세례를 받지 않으면 불이익이 예정된 상황에서도 개종하기를 거부했다.
레마크는 포즈난에서 김나지움을 졸업하고 1833년 베를린의 프리드리히 빌헬름 대학교에 입학했다. 해부학 및 생리학 교수였던 요하네스 뮐러 밑에서 연구하여 학위논문 《신경계 구조에 대한 해부학적·현미경적 관찰(Observationes Anatomicae et Microscopicae de Systematis Nervosi Struktura)》을 작성했고, 1838년 신경학 전공으로 의학박사 학위를 받았다. 학위 취득 이후로 뮐러의 실험실에서 신경학 연구를 계속하다가, 1843년 샤리테에 요한 루카스 쇤라인의 조수로 임용되었다.
많은 업적을 세웠지만 유대인이었기 때문에 프로이센 통치를 받는 지역에서는 교수 임용이 법적으로 금지되어 있었다. 쇤라인과 알렉산더 폰 훔볼트가 많은 노력을 기울이고서야 1847년 베를린 훔볼트 대학교에서 무급 강사직을 맡을 수 있었고, 1859년에 겨우 조교수로 임명되었다. 유대인으로는 최초로 베를린 대학교 교직을 맡은 것이었다. 그럼에도 발견을 제대로 인정받지 못했다.
1847년 베를린 은행가의 딸 페오도르 마이어(Feodore Meyer)와 결혼하여 아들 에른스트 율리우스 레마크를 낳았다. 1865년 바트키싱겐에서 사망했다.
아들 에른스트 율리우스 레마크는 아버지처럼 신경학자로 활동했다. 손자 로베르트 레마크는 수학자로 1942년 아우슈비츠에서 사망했다.

## 업적
레마크는 1838년의 학위 논문에서 일부 말초신경 섬유가 회색을 띠는 것은 말이집이 없기 때문임을 밝혔다. 민말이집신경을 이루는 슈반세포를 오늘날 레마크 세포라고 부른다. 레마크는 학위 취득 후 뮐러의 연구실에서도 많은 업적을 남겼다. 1839년에는 심장에서 오늘날 레마크 신경절(Remak's ganglia)이라고도 불리는 신경 세포를 발견했고, 1844년에는 대뇌겉질이 여섯 층으로 되어 있음을 최초로 관찰했다.
발생학도 그의 관심 분야였다. 샤리테에 있으면서 작은 실험실에서 약 20여 년 동안 연구를 지속했다. 레마크는 카를 에른스트 폰 베어가 제시한 4가지 배엽을 3가지(외배엽, 중배엽, 내배엽)로 줄인 것으로 유명하다.
현대 세포 이론의 창시자 중 한 명인 루돌프 피르호가 레마크의 세포설을 표절했다는 논란이 있다. 레마크는 닭 배아의 적혈구를 다양한 단계에서 관찰한 후 세포가 기존 세포의 분열을 통해서만 생겨난다는 결론을 내렸다. 개구리 알의 수정 직후에 반드시 이러한 현상이 나타남을 관찰하여 그 보편성을 입증했다. 이로써 마침내 생명의 자연발생설을 반증했던 루이 파스퇴르의 실험 결과를 해명할 수 있었다.